# Ред-Лейк (Онтаріо)
Ред-Лейк (англ. Red Lake) — муніципалітет зі статусом міста у провінції Онтаріо, Канада.

## Топонім
Назва міста пов'язана з місцевою легендою про двох чоловіків з племені чіппева, які полювали на великого лося. Після того, як вони вбили лося, кров його вилилася в сусіднє озеро, від чого вода стала червоною.

## Географія
Ред-Лейк розташоване за 535 км. на північний захід від міста Тандер-Бей та у 100 км. від кордону з провінцією Манітоба. Місто є транспортним та туристичним центром для Північно-Західного Онтаріо.
Муніципалітет складається з шести невеликих громад: Балмертаун, Коченур, Медсен, Ред-Лейк,  Маккензі Ісланд та Старатт-Олсен.

## Історія
Муніципалітет утворений 1 липня 1998 року, коли Ред-Лейк та Ґолд-Лейк були об'єднані.
У муніципалітеті діє золотий руднику «Ред-Лейк» компанії «Goldcorp Inc», який характеризується найбільш високосортною рудою золота у світі.

## Клімат
У Ред-Лейк вологий континентальний клімат
| Клімат Ред-Лейку (1981−2010)               | Клімат Ред-Лейку (1981−2010) | Клімат Ред-Лейку (1981−2010) | Клімат Ред-Лейку (1981−2010) | Клімат Ред-Лейку (1981−2010) | Клімат Ред-Лейку (1981−2010) | Клімат Ред-Лейку (1981−2010) | Клімат Ред-Лейку (1981−2010) | Клімат Ред-Лейку (1981−2010) | Клімат Ред-Лейку (1981−2010) | Клімат Ред-Лейку (1981−2010) | Клімат Ред-Лейку (1981−2010) | Клімат Ред-Лейку (1981−2010) | Клімат Ред-Лейку (1981−2010) |
| Показник                                   | Січ.                         | Лют.                         | Бер.                         | Квіт.                        | Трав.                        | Черв.                        | Лип.                         | Серп.                        | Вер.                         | Жовт.                        | Лист.                        | Груд.                        | Рік                          |
| Абсолютний максимум, °C                    | 14,8                         | 9,5                          | 17,2                         | 30,6                         | 32,7                         | 37,2                         | 35,8                         | 36,1                         | 33,2                         | 27,2                         | 18,3                         | 8,9                          | 37,2                         |
| Середній максимум, °C                      | −12,7                        | −8,6                         | −0,8                         | 8,6                          | 16,0                         | 21,1                         | 23,8                         | 22,7                         | 16,0                         | 7,8                          | −2                           | −10,5                        | 6,8                          |
| Середня температура, °C                    | −18,3                        | −15                          | −7,4                         | 2,2                          | 9,6                          | 15,1                         | 18,1                         | 17,0                         | 11,0                         | 3,7                          | −5,7                         | −15,3                        | 1,3                          |
| Середній мінімум, °C                       | −23,9                        | −21,3                        | −13,9                        | −4,2                         | 3,1                          | 9,1                          | 12,4                         | 11,4                         | 5,9                          | −0,4                         | −9,4                         | −20                          | −4,3                         |
| Абсолютний мінімум, °C                     | −45,6                        | −45,7                        | −39,6                        | −28,8                        | −12,2                        | −3                           | 1,5                          | −1,4                         | −7,2                         | −15,8                        | −38,7                        | −43,9                        | −45,7                        |
| Середня кількість сонячних годин на місяць | 103,6                        | 125,0                        | 178,9                        | 224,8                        | 253,8                        | 246,9                        | 269,5                        | 254,3                        | 168,3                        | 110,0                        | 65,1                         | 82,1                         |                              |
| Норма опадів, мм                           | 26.8                         | 17.3                         | 28.4                         | 34.0                         | 73.4                         | 99.0                         | 103.4                        | 88.3                         | 83.0                         | 59.7                         | 42.9                         | 30.2                         | 686.4                        |
| Днів з опадами                             | 13,8                         | 10,2                         | 10,4                         | 8,6                          | 13,2                         | 15,8                         | 15,2                         | 13,7                         | 14,9                         | 15,0                         | 14,7                         | 15,2                         |                              |
| Днів з дощем                               | 0,60                         | 0,80                         | 2,5                          | 5,3                          | 12,4                         | 15,8                         | 15,2                         | 13,7                         | 14,6                         | 10,7                         | 3,0                          | 0,83                         |                              |
| Днів зі снігом                             | 15,1                         | 11,3                         | 9,8                          | 4,9                          | 1,7                          | 0,10                         | 0,0                          | 0,0                          | 0,97                         | 6,7                          | 14,3                         | 16,4                         |                              |
| ------------------------------------------ | ---------------------------- | ---------------------------- | ---------------------------- | ---------------------------- | ---------------------------- | ---------------------------- | ---------------------------- | ---------------------------- | ---------------------------- | ---------------------------- | ---------------------------- | ---------------------------- | ---------------------------- |

## Релігія
У місті діє церква Покрови Пресвятої Богородиці Торонтської єпархії Вінніпезької митрополії УГКЦ.

## Населення
За даними перепису 2016 року в місті мешкало 4107 осіб.
| 2001 | 2006   | 2011   | 2016   |
| ---- | ------ | ------ | ------ |
| 4233 | ▲ 4526 | ▼ 4366 | ▼ 4107 |

## Відомі люди
- Крістен Гаґер — канадська кіно- та телеакторка.
- Ерік Редфорд — канадський фігурист.